# Premedicación
La premedicación es usar medicamentos antes de una 
terapia (generalmente cirugía o quimioterapia) como preparación para la próxima terapia. Los ejemplos típicos incluyen: premedicación con un sedante o analgésico antes de la cirugía; el uso de  antibióticos profilácticos (preventivos), antes de la cirugía; y el uso de antieméticos o antihistamínicos antes de la quimioterapia. 
La premedicación antes de la quimioterapia para el cáncer a menudo consiste en regímenes farmacológicos (generalmente 2 o más fármacos, por ejemplo, dexametasona, difenhidramina y omeprazol) administrados a un paciente minutos a horas antes de la quimioterapia para evitar efectos secundarios o reacciones de hipersensibilidad (es decir, reacciones alérgicas). 
Se ha descubierto que la melatonina es efectiva como premedicación tanto en adultos como en niños debido a sus propiedades farmacológicas de hipnóticos, antinociceptivos y anticonvulsivos que producen ansiolosis y sedación efectivas. A diferencia del midazolam, la melatonina no afecta las habilidades psicomotoras ni afecta negativamente la calidad de la recuperación. Tiene un tiempo de recuperación más rápido en comparación con el midazolam y tiene una incidencia reducida de excitación postoperatoria y da como resultado una reducción en la dosis requerida de propofol y tiopental.
El midazolam es efectivo en niños para reducir la ansiedad asociada con la separación de los padres y la inducción de anestesia. El sufentanilo también se usa a veces como premedicación. La clonidina se está volviendo cada vez más popular como premedicación para los niños. Un inconveniente de la clonidina es que puede tomar hasta 45 minutos para que surta efecto completo. En niños, se ha encontrado que la clonidina es igual y posiblemente superior a las benzodiacepinas como premedicación. Tiene un perfil de efectos secundarios más favorable. También reduce la necesidad de un agente de inducción. Mejora el alivio del dolor postoperatorio, es mejor para inducir la sedación en la inducción, reduce la emergencia agitada, reduce las náuseas y vómitos postoperatorios y los temblores y reduce el delirio postoperatorio asociado con la anestesia con sevoflurano. Las benzodiacepinas como el midazolam se usan más comúnmente debido en gran parte a la falta de un esfuerzo de comercialización por parte de las compañías farmacéuticas. Como resultado, la clonidina se está volviendo cada vez más popular entre los anestesiólogos. La dexmedetomidina y los agentes antipsicóticos atípicos son otras premedicaciones que se usan particularmente en niños muy poco cooperativos.
Las intervenciones no farmacológicas para niños incluyen reproducir música relajante, masajes, reducir el ruido, controlar la luz para mantener el ciclo sueño-vigilia.  
Otras opciones no farmacológicas para niños que rechazan o no pueden tolerar la premedicación incluyen payasos médicos (clown doctors) y risoterapia, la estimulación sensorial baja y los videojuegos portátiles también pueden ayudar a reducir la ansiedad durante la inducción de la anestesia general.